# Бабаев, Мирзо Бабаевич
Мирзо Бабаевич Бабаев (5 июля 1926, Куляб, Таджикская АССР, Узбекская ССР, СССР — 9 мая 2016, Душанбе, Таджикистан) — советский государственный и партийный деятель, заместитель председателя Совета Министров Таджикской ССР, председатель Государственного планового комитета Таджикской ССР (1983—1988), Герой Социалистического Труда (1971).

## Биография
Родился в крестьянской семье.
Член КПСС с 1951 г. С 1944 по 1950 гг. — в рядах Советской Армии. Участник Великой Отечественной войны.
В 1962 г. окончил Высшую партийную школу (Ташкент, Узбекская ССР). В 1968 г. окончил Таджикский Государственный Университет им. В. И. Ленина по специальности экономика сельского хозяйства
- 1950—1953 и 1954—1955 гг. — инспектор уполномоченного Министерства заготовок СССР по областям и районам Таджикской ССР,
- 1953—1954 гг. — начальник управления сельского хозяйства и заготовок исполкома Ховалингского районного Совета депутатов трудящихся Таджикской ССР,
- 1955—1956 гг. — председатель Ховалингского районного Совета депутатов трудящихся Таджикской ССР,
- 1956—1957 гг. — заведующий организационным отделом Советского райкома КП Таджикистана,
- 1957—1958 гг. — заместитель председателя исполкома Советского районного Совета депутатов трудящихся Таджикской ССР,
- 1962—1963 гг. — директор животноводческого совхоза «Муминабад» Кулябского района,
- 1963—1964 гг. — председатель исполкома Восейского районного Совета депутатов трудящихся Таджикской ССР,
- 1964—1965 гг. — секретарь парткома Восейского производственного колхозно-совхозного управления,
- 1965—1973 гг. — первый секретарь Восейского райкома Компартии Таджикистана,
- 1973—1983 гг. — секретарь ЦК Компартии Таджикистана.
- 1983—1988 гг. — заместитель председателя Совета Министров Таджикской ССР, председатель государственного планового комитета Таджикской ССР. Под его руководством в Таджикистане была разработана комплексная целевая программа развития садоводства, виноградарства, цитрусовых, орехоплодных культур и картофелеводства.

Избирался депутатом Верховного Совета Таджикской ССР, членом ЦК и бюро ЦК Компартии Таджикистана.
С 1988 г. на пенсии. Проживал в городе Душанбе.
Находясь на пенсии, являлся советником Председателя Совета Министров Таджикской ССР по развитию садоводства и виноградарства.
С 1993 по 2009 г. занимал должность председателя Совета банка Открытого Акционерного Общества «Агроинвестбанк».
Выступил автором ряда книг, изданных на таджикском и русском языках. В книге «Строки из жизни» («Сатрхо аз зиндаги») сочетал автобиографию и оценку политических событий в республике в 1990—1992 гг. Вторая книга называется «Андешахо» («Размышления») и посвящена она проблемам республики.

## Признание
- Герой Социалистического Труда (8.04.1971) — за выдающиеся успехи, достигнутые в развитии сельскохозяйственного производства и выполнения пятилетнего плана продажи государству продуктов земледелия и животноводства
- Орден Ленина (1971)
- Орден Октябрьской Революции (1973)
- Орден Трудового Красного Знамени (1965)
- Орден Трудового Красного Знамени (1976)
- Орден Трудового Красного Знамени (1981)
- Медаль «В ознаменование 100-летия со дня рождения Владимира Ильича Ленина» (1970).

Награжден тремя почетными грамотами Президиума Верховного Совета Таджикской ССР. Заслуженный работник сельского хозяйства Таджикской ССР (1986).